# Diego Campillo
Diego Campillo del Campo (ur. 19 października 2001 w Durango) – meksykański piłkarz występujący na pozycji defensywnego pomocnika lub środkowego obrońcy, od 2023 roku zawodnik Juárez.